# 馬塔多 (德克薩斯州)
馬塔多（英語：Matador）是一個位於美國德克薩斯州莫特利縣的城市。根據2010年美國人口普查，該地共人口607人，而該地的面積約為3.40平方千米。同時該地也是莫特利縣的縣治。

## 地理
馬塔多的座標為34°00′50″N 100°49′18″W / 34.01389°N 100.82167°W，而該地的平均海拔高度為726米（即2382英尺）。